# Candoso e Carvalho de Egas
Candoso e Carvalho de Egas (oficialmente: União das Freguesias de Candoso e Carvalho de Egas) é uma freguesia portuguesa do município de Vila Flor, com 10,02 km² de área e 222 habitantes (censo de 2021). A sua densidade populacional é 22,2 hab./km².

## História
Foi criada aquando da reorganização administrativa de 2012/2013, resultando da agregação das antigas freguesias de Candoso e Carvalho de Egas.

## Demografia
A população registada nos censos foi:
| Distribuição da População por Grupos Etários | Distribuição da População por Grupos Etários | Distribuição da População por Grupos Etários | Distribuição da População por Grupos Etários | Distribuição da População por Grupos Etários | Distribuição da População por Grupos Etários |
| -------------------------------------------- | -------------------------------------------- | -------------------------------------------- | -------------------------------------------- | -------------------------------------------- | -------------------------------------------- |
| Antes da agregação                           |                                              |                                              |                                              |                                              |                                              |
| Ano                                          | 0-14 anos                                    | 15-24 anos                                   | 25-64 anos                                   | >= 65 anos                                   | Total                                        |
| 2001                                         | 46                                           | 42                                           | 163                                          | 90                                           | 341                                          |
| 2011                                         | 21                                           | 24                                           | 149                                          | 78                                           | 272                                          |
| Após a agregação                             |                                              |                                              |                                              |                                              |                                              |
| Ano                                          | 0-14 anos                                    | 15-24 anos                                   | 25-64 anos                                   | >= 65 anos                                   | Total                                        |
| 2021                                         | 10                                           | 14                                           | 116                                          | 82                                           | 222                                          |